# Pyura confragosa
Pyura confragosa är en sjöpungsart som beskrevs av Kott 1985. Pyura confragosa ingår i släktet Pyura och familjen lädermantlade sjöpungar. Inga underarter finns listade i Catalogue of Life.